# St.-Pauli-Friedhof

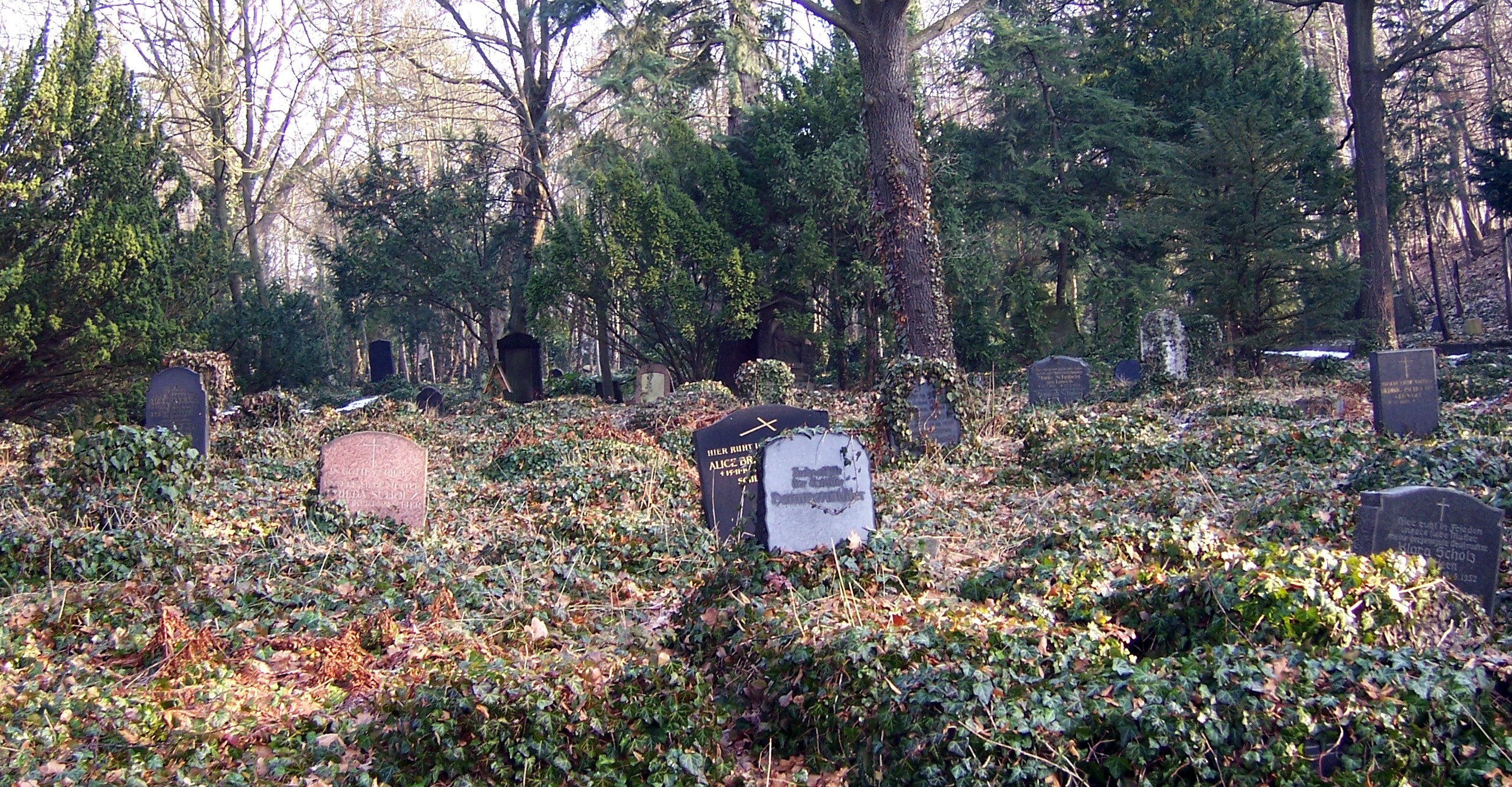
Obere, efeubewachsene Waldparzelle des St.-Pauli-Friedhofs

Der St.-Pauli-Friedhof ist einer der größten Friedhöfe Dresdens. Er befindet sich im Dresdner Norden zwischen Hechtstraße, Hammerweg und Stauffenbergallee in der nördlichen Leipziger Vorstadt am Fuße der Hellerberge und gehört mehreren Kirchgemeinden in Dresden. Der Friedhof ist terrassenförmig angelegt und bietet Platz für rund 30.000 Gräber.

## Geschichte

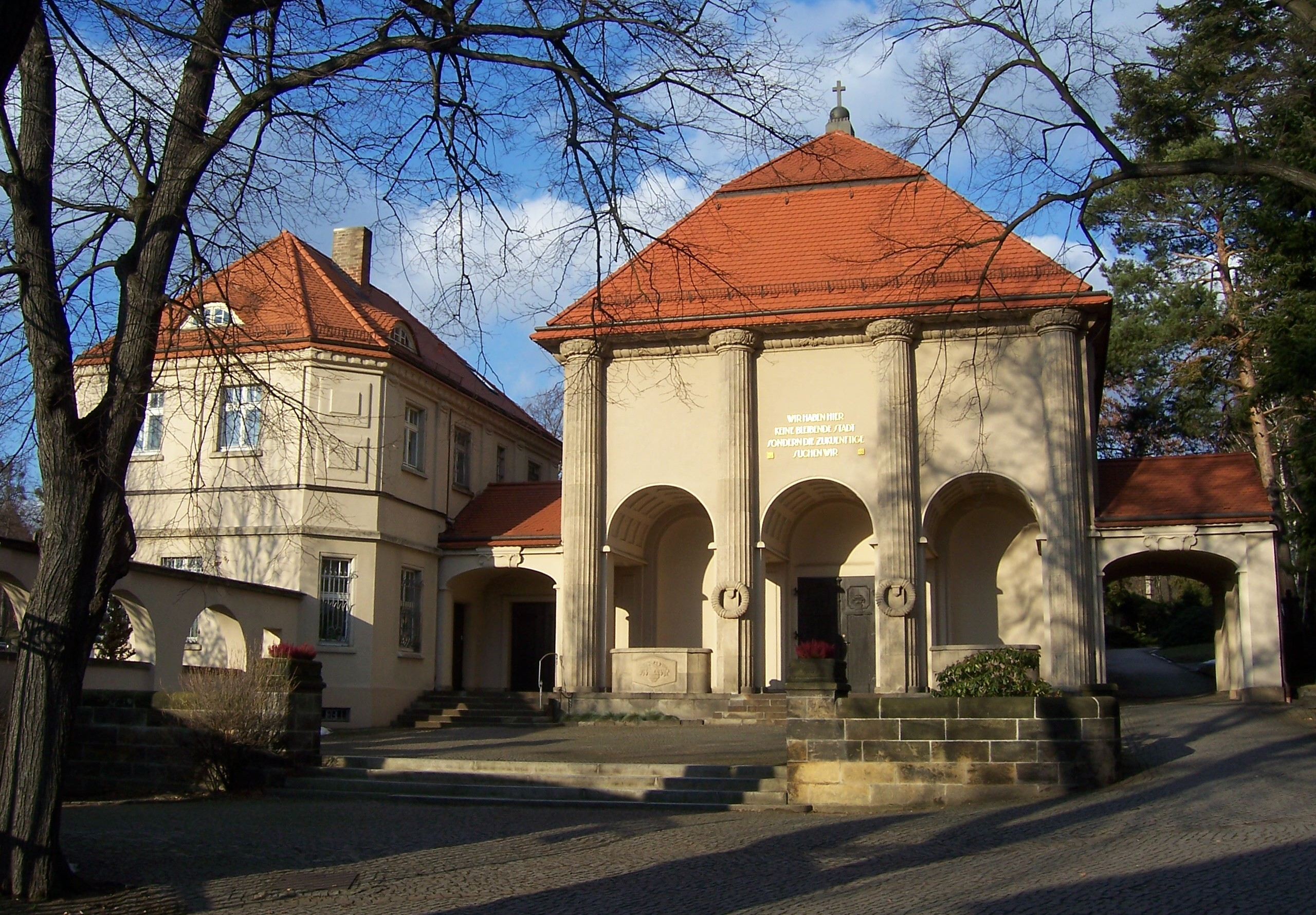
Kanzlei (l.) und Feierhalle (r.) von Schilling & Graebner am Eingang des St.-Pauli-Friedhofs

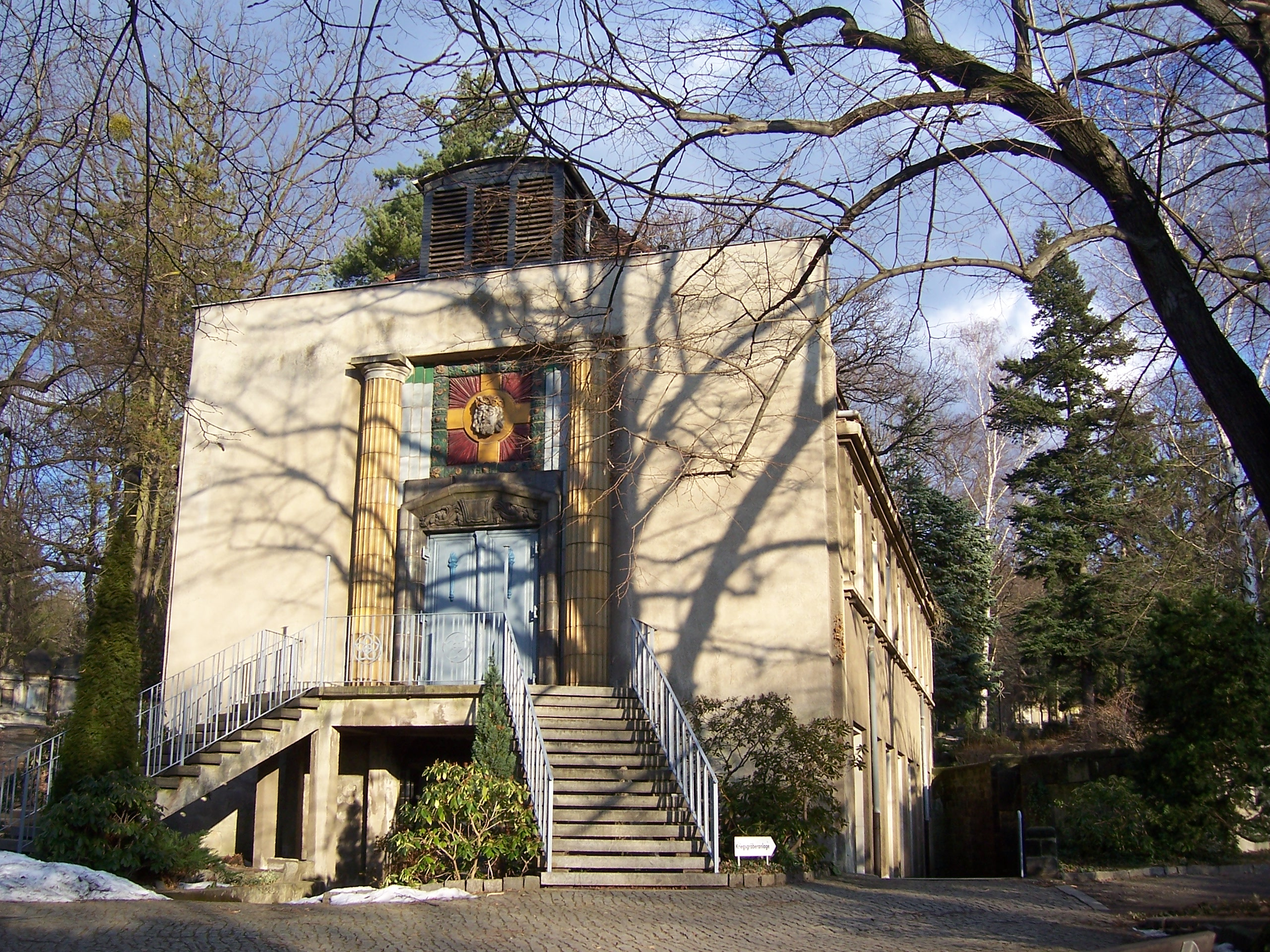
Leichenhalle von Schilling & Graebner

Der St.-Pauli-Friedhof wurde am 23. Mai 1862 geweiht. Er diente als Ersatz für den zu klein gewordenen Inneren Neustädter Friedhof und trug ursprünglich den Namen Äußerer Neustädter Friedhof (alternativ Neuer Neustädter Friedhof). Sein Areal umfasste zwei hangparallele Terrassen, die von einem lindengesäumten Mittelweg geteilt wurden (heutige Grabfelder A–T). Die erste Beisetzung fand 1862 statt. An der nordöstlichen Umfassungsmauer entstanden in den folgenden Jahren Familiengrabstätten, wie zum Beispiel die des Unternehmers Franz Ludwig Gehe. Carl Adolph Canzler führte den Bau einer Feierhalle, der Kapelle und der Torweganlage aus.
Um 1900 war das Areal des Friedhofs zu klein geworden. Es erfolgte eine Erweiterung des Geländes in östlicher Richtung bis zur Stauffenbergallee (heutige Felder AII–UPII).
Im Jahr 1910 begannen Schilling & Graebner mit dem Bau einer neuen Feierhalle und einer Leichenhalle, die ein Jahr später fertiggestellt wurden und heute unter Denkmalschutz stehen. In der Feierhalle befindet sich eine Orgel der Firma Jehmlich. Zahlreiche Mitglieder der Orgelbauerfamilie fanden auf dem St.-Pauli-Friedhof ihre letzte Ruhestätte. 
Im oberen neuen Friedhofsbereich wurden ab 1914 Waldparzellen angelegt, die heute von Efeu überwachsen sind. In den 1920er Jahren fanden erste Urnenbeisetzungen statt.
Mit einer Fläche von 11 Hektar ist der St.-Pauli-Friedhof heute einer der größten Friedhöfe Dresdens. Seit 1. Januar 2016 ist er beschränkt geschlossen, somit werden keine neuen Nutzungsrechte mehr vergeben. Bestattungen sind nur noch für Ehe- und Lebenspartner in den Grabstätten ihrer Angehörigen möglich. Hintergrund ist die geringe Zahl an Beisetzungen von etwa 60 pro Jahr in den vorangegangenen Jahren bei gleichzeitigen Unterhaltungskosten von etwa 150.000 Euro pro Jahr. Über eine Nutzung des Areals nach Ablauf aller Liegezeiten wird bereits nachgedacht, unter anderem wird eine Öffnung zum südöstlich angrenzenden Hechtpark erwogen.

## Gräber
Auf dem Friedhof befinden sich etwa 90 geschützte Einzelgrabanlagen.

### Gedenkstätten

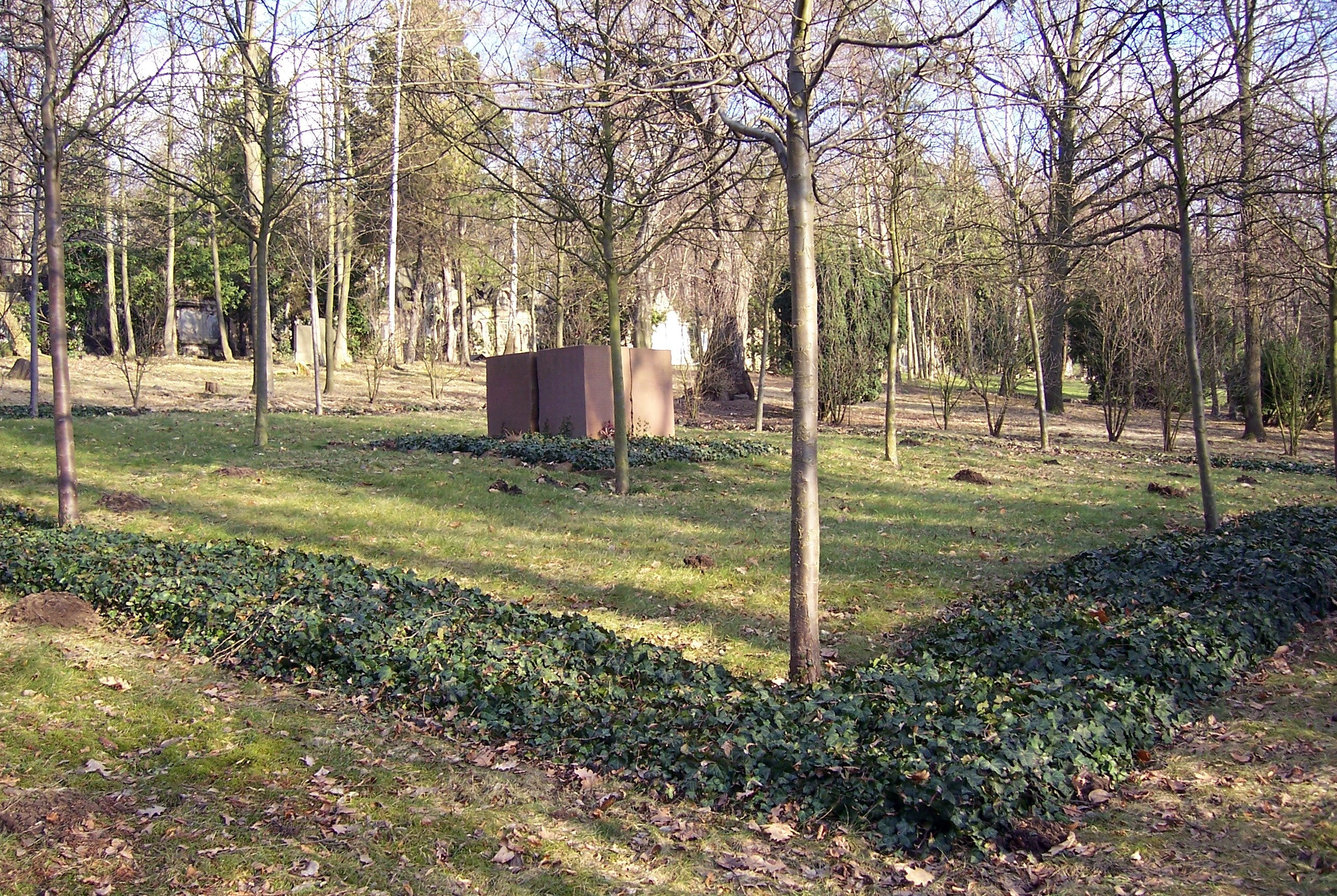
Grabanlage Zum Gedenken an die Opfer von Krieg und Gewaltherrschaft

Der St.-Pauli-Friedhof ist ein Ort zahlreicher Gedenkstätten. Eine der ältesten Anlagen ist der 1866 geschaffene Ehrenhain für Opfer des Preußisch-Österreichischen Krieges. Das Denkmal für Sächsische Regimenter erinnert an 1870 und 1871 in Lazaretten verstorbene Soldaten. Die Gedenkstätte erhielt 1874 einen von Ludwig Theodor Choulant entworfenen Gedenkstein. Unweit der Gedenkstätte befindet sich das Denkmal à la Memoire des Soldats Français für über 400 gefallene französische Soldaten des Deutsch-Französischen Krieges 1870/71. 
Die letzte Gedenkstätte wurde 1999 eingeweiht. Die Anlage Zum Gedenken an die Opfer von Krieg und Gewaltherrschaft enthält auf einem viergeteilten Quader im Zentrum die Namen aller Opfer von Krieg und Gewalt, von 200 Toten der Bombardierung Dresdens 1945, Namen von Kriegsgefangenen und Opfern von politischen Hinrichtungen nach 1945, die auf dem Friedhof beerdigt wurden.
In den Jahren 2014/2015 erfolgte die Umgestaltung des Gräberfelds der 225 Kinder von Zwangsarbeiterinnen zu einer würdigen Gedenkstätte mit Einzelgedenksteinen für jedes Kind. Zuvor erinnerte nur ein Gedenkstein an im „Entbindungsheim Kiesgrube“ von 1939 bis 1945 verstorbene Kinder polnischer und sowjetischer Zwangsarbeiterinnen.

### Persönlichkeiten

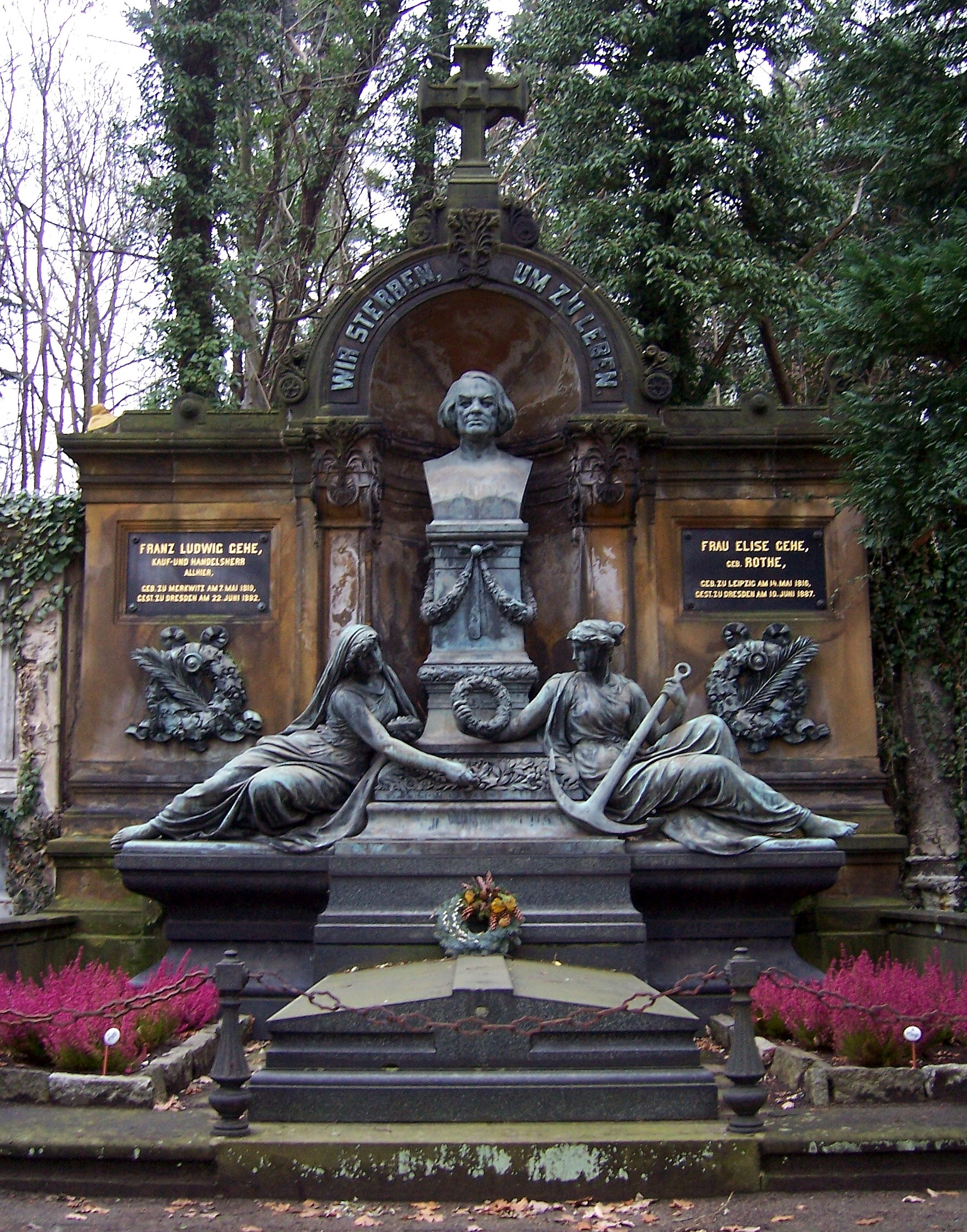
Grab von Franz Ludwig Gehe

Im Familiengrab Fabrice befindet sich die letzte Ruhestätte des sächsischen Kriegsministers Georg Friedrich Alfred Graf von Fabrice, der 1891 verstarb und 1950 auf den St.-Pauli-Friedhof umgebettet wurde. Der Grabschmuck für die Ruhestätte des Unternehmers Franz Ludwig Gehe wurde von Johannes Schilling geschaffen; sie enthält unter anderem eine Büste Gehes. 
Auf dem Friedhof befinden sich vier Gräber der Orgelbauerfamilie Jehmlich: das Grab des Orgelbaumeisters Emil Jehmlich (1854–1940), des Königl. Sächs. Hoforgelbaumeisters Bruno Jehmlich (1856–1940), das Grab Rudolf Jehmlichs (1908–1970) und des Orgelbaumeisters Otto Jehmlich (1903–1980). Die Gräber sind aufgrund der verschiedenen Orgelreliefs interessant.
Auch Familienmitglieder Erich Kästners fanden auf dem St.-Pauli-Friedhof ihre letzte Ruhe. Neben Kästners Eltern Ida Amalia und Emil Richard Kästner befindet sich dort auch das Grab seines Onkels Franz Louis Augustin und seiner Frau Ida Lina Augustin, geb. Schütze. In Franz Louis Augustins Haus „Villa Augustin“, in dem sich Erich Kästner in seiner Kindheit häufig aufhielt und das er in seiner Biografie Als ich ein kleiner Junge war verewigt hat, ist heute das Erich Kästner Museum.
- Sabine Ball (1925–2009), Evangelistin
- Carl Friedrich Echtermeier (1845–1910), Bildhauer
- Georg Otto von Ehrenstein (1835–1907), Politiker
- Georg Friedrich Alfred Graf von Fabrice (1818–1891), General und Kriegsminister
- Rudolf Fischer (1901–1957), Schriftsteller
- Franz Ludwig Gehe (1810–1882), Industrieller
- Guido Hammer (1821–1898), Maler
- Helmut Fellmer (1908–1977), Dirigent
- Viktor Julius von Bosse (1825–1895), Generalleutnant
- Hugo Ilberg (1828–1883), Gymnasialdirektor
- Friedrich Wilhelm Meschwitz (1815–1888), Forstinspektor
- Georg von Metzsch-Reichenbach (1836–1927), Politiker
- Gustav von Metzsch (1835–1900), Politiker
- Herbert Naumann (1918–2003), Bildhauer und Maler
- Gerhart Potthoff (1908–1989), Verkehrswissenschaftler
- Reinhold Rabich (1902–1974), Bauingenieur
- Rudolf Schurig (1835–1901), Jurist und Politiker

### Gedenkbäume
Im Gedenken an die besonderen Verdienste des Graf von Marschall († 1867) wurde ihm zu Ehren 1868 am heutigen Gräberfeld BII die Marschall-Eiche gepflanzt. Neben ihr steht auf dem Friedhof noch ein weiterer Dresdner Gedenkbaum: Die Meschwitz-Eiche gilt als größtes Exemplar der Schindel-Eiche in Deutschland.